# الفاقعة

الفاقعة هي إحدى القرى اللبنانية من قرى قضاء راشيا في محافظة البقاع.